# ネットシネマ・フェスティバル
ネットシネマ・フェスティバルは、ゴールデンエッグプロジェクトに参加している俳優でチーム編成され、俳優が、新しい才能の発見を目的として、ネットシネマ（短編映画）に出演し、業界で活躍するプロデューサー・映画監督・脚本家・著名人の投票において、俳優賞を選出し授賞式を行う俳優の為の祭典。これまでに、多くの才能が輩出されてきている。

## 概要
2016年に第一回ネットシネマフェスティバル・ゴールデンエッグがスタート。作品は、ある一定の条件下で低予算ながらに、俳優の個性を引き出す目的で短編を制作し、俳優が競い合い、審査員には映画監督やプロデューサー、撮影監督、写真家、作家、脚本家など各方面で活躍される方々が務め、各作品を評価している。
| 企画統括プロデューサー | 櫻井一葉 |  |
| 代表理事               | 高橋信之 |  |
| 企画・運営統括         | フレッシュハーツ |  |
| 製作                   | ゴールデンエッグプロジェクト製作委員会 |  |
| 第一回運営協力         | アミティープロモーション オフィスMORIMOTO クリード サードポジション ジーンプロジェクト ジャスティスジャパンエンターテイメント ハビッツ リヴィールエンタテインメント リガメント(五十音順) |  |
| 配信                   | ネットシネマ・ゴールデンエッグ |  |

## 主な審査員
| 映画監督                       | 井坂聡     |
| 映画監督                       | 市野龍一   |
| プロデューサー                 | 大和田廣樹 |
| 映画監督                       | 香月秀之   |
| 映画監督                       | 金子修介   |
| プロデューサー                 | 川田亮     |
| 映画監督                       | 久万真路   |
| プロデューサー                 | 櫻井一葉   |
| 映画監督                       | 篠原哲雄   |
| 出版・映像プロデューサー       | 高橋信之   |
| 映画監督                       | 塚本連平   |
| 映画監督                       | 中西健二   |
| 脚本家・劇作家                 | 久松真一   |
| 映画監督                       | 平山秀幸   |
| キャスティング・プロデューサー | 福岡康裕   |
| ユーロスペース支配人           | 北條誠人   |
| プロデューサー                 | 安久慎一   |
| 映画監督                       | 山本透     |
| プロデューサー                 | 横手実     |

## スタッフ
代表理事：高橋信之　エグゼクティブプロデューサー：大和田廣樹 企画統括プロデューサー：櫻井一葉 プロデューサー：横手実・菅沼公明  企画・運営統括：フレッシュハーツ 運営：ネットシネマ・ゴールデンエッグプロジェクト運営事務局